# Deutsche Leichtathletik-Meisterschaften 2000
Die 100. Deutschen Leichtathletik-Meisterschaften wurden am 29. und 30. Juli 2000 im Städtischen Stadion in Braunschweig ausgetragen.

## Ausgelagerte Disziplinen
Wie in den Jahren zuvor gab es darüber hinaus weitere ausgelagerte Meisterschaftswettbewerbe.
- Halbmarathon – Freiburg im Breisgau, 25. März mit Einzel- und Mannschaftswertungen für Frauen und Männer[2]
- 100-km-Straßenlauf – Rodenbach (bei Hanau), 22. April Dezember mit Einzel-/Mannschaftswertungen für Frauen und Männer[3]
- Marathonlauf – im Rahmen des Rhein-Ruhr-Marathons, Duisburg, 30. April mit Einzel-/Mannschaftswertungen für Frauen und Männer[4]
- 20-/50-km-Gehen – Naumburg, 30. April mit Einzelwertungen für Frauen und Männer über 20 km, einer Teamwertung für Männer über 20 km sowie einer Einzelwertung für Männer über 50 km[5]
- 10.000 m (Frauen und Männer) sowie Langstaffeln (Frauen: 3 × 800 m/Männer 3 × 1000 m) – Troisdorf, 27. Mai[6]
- Bergläufe – Piding im Landkreis Berchtesgadener Land, 18. Juni[7][8]
- Mehrkämpfe Siebenkampf (Frauen) / Zehnkampf (Männer) – Wesel, 2./3. September
- Crossläufe – Wetter an der Ruhr, 2./3. Dezember mit Einzel-/Mannschaftswertungen für Frauen und Männer[9]

## Sportliche Leistungen
Wie immer in Jahren mit Olympischen Spielen standen die Wettbewerbe sehr im Zeichen der Olympiaqualifikation, wo es v. a. um letzte Entscheidungen ging. Das Niveau allerdings war nicht besonders hoch, erwähnenswert sind Tanja Damaske mit ihrer Speerwurf-Leistung (66,73 m), Franka Dietzsch und Lars Riedel im Diskuswurf, Karsten Kobs im Hammerwurf sowie Tim Lobinger mit seinen 5,85 m im Stabhochsprung. Die Effekte aus der „Übernahme“ von Sportlerinnen und Sportlern aus dem früheren DDR-System nach der Wiedervereinigung klangen bis auf wenige Ausnahmen aus, der DLV hatte hier eine Entwicklung verschlafen und es sollte einige Jahre dauern, um die deutsche Leichtathletik wieder mehr an die Weltspitze heranzuführen. Der Tiefpunkt mit nur einer einzigen Medaille bei den Olympischen Sommerspielen 2008 in Peking stand noch bevor.

## Doping
Die in negativem Sinne sicherlich bedeutendste Dopingsperre in der deutschen Leichtathletik gab es für den 5000-Meter-Olympiasieger von 1992 Dieter Baumann, der somit nicht bei diesen Meisterschaften und natürlich auch nicht bei den Olympischen Spielen 2000 in Sydney starten durfte.

## Medaillengewinner Männer
Die folgenden Übersichten fassen die Medaillengewinner und -gewinnerinnen zusammen. Eine ausführlichere Übersicht mit den jeweils ersten acht in den einzelnen Disziplinen findet sich unter dem Link Deutsche Leichtathletik-Meisterschaften 2000/Resultate.
| Disziplin                                   | Gold                                                                               | Leistung       | Silber                                                                                     | Leistung       | Bronze                                                                           | Leistung       |
| ------------------------------------------- | ---------------------------------------------------------------------------------- | -------------- | ------------------------------------------------------------------------------------------ | -------------- | -------------------------------------------------------------------------------- | -------------- |
| 100 m (Wind: −0,7)                          | Marc Blume (TV Wattenscheid 01)                                                    | 10,19 s00      | Alexander Kosenkow (TV Wattenscheid 01)                                                    | 10,33 s00      | Christian Schacht (LG Salamander Kornwestheim)                                   | 10,38 s00      |
| 200 m (Wind: −0,6)                          | Marc Blume (TV Wattenscheid 01)                                                    | 20,82 s00      | Mathias Mertens (SC Magdeburg)                                                             | 21,23 s00      | Thomas Müller (ABC Ludwigshafen)                                                 | 21,23 s00      |
| 400 m                                       | Lars Figura (SV Werder Bremen)                                                     | 46,54 s00      | Ingo Schultz (TSG Bergedorf)                                                               | 46,73 s00      | Michael Dragu (LAG Siegen)                                                       | 47,05 s00      |
| 800 m                                       | Nils Schumann (SV Creaton Großengottern)                                           | 1:47,82 min    | Oliver Daum (LG Staufen)                                                                   | 1:48,49 min    | Oliver Poeschl (LAV Bayer Uerdingen/Dormagen)                                    | 1:49,21 min    |
| 1500 m                                      | Dirk Heinze (SV Creaton Großengottern)                                             | 3:38,75 min    | Wolfram Müller (LSV Pirna)                                                                 | 3:39,09 min    | Michael Gottschalk (SCC Berlin)                                                  | 3:41,70 min    |
| 5000 m                                      | Jirka Arndt (SCC Berlin)                                                           | 13:45,66 min   | Jörn Wagner (LG Braunschweig)                                                              | 14:04,27 min   | Oliver Dietz (TSV Gerbrunn)                                                      | 14:05,70 min   |
| 10.000 m                                    | Thorsten Naumann (USC Mainz)                                                       | 28:44,88 min   | John Schondelmayer (Sparda-Team Adelberg)                                                  | 29:05,95 min   | Martin Beckmann (LG Leinfelden-Echterdingen)                                     | 29:08,06 min   |
| Halbmarathon                                | Carsten Eich (LAC Quelle Fürth/München)                                            | 1:02:47 h0000  | Michael Fietz (TV Wattenscheid 01)                                                         | 1:04:09 h0000  | Sebastian Bürklein (TV Wattenscheid 01)                                          | 1:04:52 h0000  |
| Halbmarathon, Mannschaftswertung            | LAC Quelle Fürth/MünchenCarsten Eich Joachim Rückerl Habib Boukechab               | 3:13:25 h0000  | TV Wattenscheid 01Michael Fietz Sebastian Bürklein Alexander Lubina                        | 3:16:20 h0000  | SC DHfK LeipzigCarsten Ender Matthias Körner Volker Fritzsch                     | 3:18:26 h0000  |
| Marathon                                    | Matthias Körner (SC DHfK Leipzig)                                                  | 2:20:04 h0000  | Rainer Wachenbrunner (LG Nike Berlin)                                                      | 2:20:23 h0000  | Habib Boukechab (LAC Quelle Fürth/München)                                       | 2:21:08 h0000  |
| Marathon, Mannschaftswertung                | Korschenbroicher LCChristian Fischer Holger Ahrenberg Tim Grolich                  | 7:33:40 h0000  | TV Geiselhöring 1862Michael Braun Christian Grundner Reinhold Hierlmeier                   | 7:34:04 h0000  | SC DHfK LeipzigMatthias Körner Michael Voß Andreas Garack                        | 7:38:57 h0000  |
| 100-km-Straßenlauf                          | Rainer Müller (LTF Marpingen)                                                      | 6:38:48 h0000  | Wolfgang Schneider (LGV Marathon Gießen)                                                   | 7:08:40 h0000  | Heinrich Karlsohn (SuS Schalke 96)                                               | 7:12:26 h0000  |
| 100-km-Straßenlauf, Mannschaftswertung      | LTF MarpingenRainer Müller Jörg Hooß Werner Alles                                  | 21:31:21 h0000 | SuS Schalke 96Heinrich Karlsohn Wolfgang Thamm Thomas Koch                                 | 21:35:26 h0000 | SC Roth 1952Achim Heukemes Robert Wimmer Peter Wimmer                            | 23:47:06 h0000 |
| 110 m Hürden (Wind: −0,6)                   | Florian Schwarthoff (ABC Ludwigshafen)                                             | 13,42 s00      | Ralf Leberer (SSV Ulm 1846)                                                                | 13,46 s00      | Falk Balzer (TuS Jena)                                                           | 13,50 s00      |
| 400 m Hürden                                | Thomas Goller (LAZ Leipzig)                                                        | 50,38 s00      | Jan Schneider (LG Kindelsberg Kreuztal)                                                    | 51,19 s00      | Steffen Kolb (LG Offenburg)                                                      | 51,55 s00      |
| 3000 m Hindernis                            | Damian Kallabis (SCC Berlin)                                                       | 8:32,64 min    | Ralf Aßmus (SV Creaton Großengottern)                                                      | 8:33,26 min    | Christian Knoblich (LAC Quelle Fürth/München)                                    | 8:34,60 min    |
| 4 × 100 m Staffel                           | LC RehlingenRoger Gräber Andreas Ruth Simon Kirch Michael Berndt                   | 40,01 s00      | LG Salamander KornwestheimTobias Unger Florian Gamper Mike Höschele Alexander Richling     | 40,27 s00      | MTG MannheimHans-Ulrich Mayer Jérôme Crews Michael Schäfer Andreas Schofer       | 40,52 s00      |
| 4 × 400 m Staffel                           | TSV Bayer 04 LeverkusenDaniel Hechler Benjamin Nitze René Oblong Klaus Ehrnsperger | 3:09,04 min    | LG Olympia DortmundBastian Swillims Marcel Dornieden Sebastian Aryee Marc-Alexander Scheer | 3:10,76 min    | LAC Quelle Fürth/MünchenStefan Bönisch Torsten Feix Mark Eplinius Nico Motchebon | 3:10,99 min    |
| 3 × 1000-m-Staffel                          | SV Creaton GroßengotternRalf Aßmus Dirk Heinze Nils Schumann                       | 7:11,55 min    | LAC Quelle Fürth/MünchenChristian Knoblich Nico Motchebon Franek Haschke                   | 7:14,44 min    | TSV Bayer 04 LeverkusenBenedikt Nolte Sebastian Bretag Tarik Bourrouag           | 7:16,79 min    |
| 10.000-m-Bahngehen                          | Andreas Erm (LAC Halensee Berlin)                                                  | 39:54,23 min   |                                                                                            |                |                                                                                  |                |
| 20-km-Gehen                                 | Andreas Erm (LAC Halensee Berlin)                                                  | 1:20:30 h0000  | Nischan Daimer (LAC Quelle Fürth/München)                                                  | 1:28:24 h0000  | Steffen Borsch (LAC Quelle Fürth/München)                                        | 1:35:27 h0000  |
| 20-km-Gehen, Mannschaftswertung             | LAC Quelle Fürth/MünchenNischan Daimer Marcus Hackbusch Steffen Borsch             | 5:04:43 h0000  | DJK Sparta LangenhagenWolfgang Luedtke Hans-Peter Damitz Edward Dewucki                    | 6:16:30 h0000  |                                                                                  |                |
| 50-km-Gehen                                 | Denis Trautmann (LGV Gleina)                                                       | 3:52:06 h0000  | Robert Ihly (LG Offenburg)                                                                 | 3:52:38 h0000  | Mike Trautmann (LGV Gleina)                                                      | 3:52:41 h0000  |
| Hochsprung                                  | Wolfgang Kreißig (MTG Mannheim)                                                    | 2,30 m         | Christian Rhoden (TSV Bayer 04 Leverkusen)                                                 | 2,30 m         | Stefan Mett (TG Heilbronn)                                                       | 2,17 m         |
| Stabhochsprung                              | Tim Lobinger (ASV Köln)                                                            | 5,85 m         | Danny Ecker (TSV Bayer 04 Leverkusen)                                                      | 5,75 m         | Michael Stolle (TSV Bayer 04 Leverkusen)                                         | 5,70 m         |
| Weitsprung                                  | Kofi Amoah Prah (LAC Halensee Berlin)                                              | 8,11 m         | Konstantin Krause (LG Ohra Hörsel)                                                         | 7,95 m         | Michael Hessek (SV Saar 05 Saarbrücken)                                          | 7,65 m         |
| Dreisprung                                  | Charles Friedek (TSV Bayer 04 Leverkusen)                                          | 17,00 m        | Hrvoje Verzi (LAC Quelle Fürth/München)                                                    | 16,52 m        | Karsten Richter (TSV Bayer 04 Leverkusen)                                        | 16,31 m        |
| Kugelstoßen                                 | Oliver-Sven Buder (TV Wattenscheid 01)                                             | 20,41 m        | Michael Mertens (LG Göttingen)                                                             | 19,89 m        | Andy Dittmar (LG Ohra Hörsel)                                                    | 19,26 m        |
| Diskuswurf                                  | Lars Riedel (LAC Erdgas Chemnitz)                                                  | 65,67 m        | Jürgen Schult (Schweriner SC)                                                              | 64,66 m        | Michael Möllenbeck (TV Wattenscheid 01)                                          | 63,99 m        |
| Hammerwurf                                  | Karsten Kobs (TSV Bayer 04 Leverkusen)                                             | 80,21 m        | Heinz Weis (TSV Bayer 04 Leverkusen)                                                       | 77,94 m        | Markus Esser (TSV Bayer 04 Leverkusen)                                           | 76,66 m        |
| Speerwurf                                   | Boris Henry (SV Saar 05 Saarbrücken)                                               | 84,40 m        | Daniel Daub (SV Saar 05 Saarbrücken)                                                       | 80,42 m        | Peter Esenwein (LG Salamander Kornwestheim)                                      | 80,23 m        |
| Zehnkampf                                   | Florian Schönbeck (LG Domspitzmilch Regensburg)                                    | 8127 P         | Mark Schumacher (LT DSHS Köln)                                                             | 7639 P         | Philipp Ibe (TSV Bayer 04 Leverkusen)                                            | 7630 P         |
| Zehnkampf, Mannschaftswertung               | LT DSHS KölnMatthias Spahn Mark Schumacher Holger Loogen                           | 22.486 P       | LG Domspitzmilch RegensburgFlorian Schönbeck Bernhard Floder Wolfgang Hübl                 | 20.634 P       | TV NordenPatrick Pfingsten Jens Rabenstein Volker Tebben                         | 20.612 P       |
| Crosslauf Mittelstrecke – 3,8 km            | Jan Fitschen (TV Wattenscheid 01)                                                  | 11:03 min00    | Wolfram Müller (LSV Pirna)                                                                 | 11:12 min00    | Christian Knoblich (LAC Quelle Fürth/München)                                    | 11:18 min00    |
| Crosslauf Mittelstrecke, Mannschaftswertung | LAC Quelle Fürth/MünchenChristian Knoblich Embaye Hedrit Stefan Stahl              | Pl.-Ziff. 19   | TSV Friedberg-FauerbachMarc-Philipp Büttner Matthias Straßner Carsten Freymann             | Pl.-Ziff. 49   | LSG AalenHannes Weber Martin Allgeyer Lothar Schunk                              | Pl.-Ziff. 72   |
| Crosslauf Langstrecke – 10,5 km             | Sebastian Hallmann (LAC Quelle Fürth/München)                                      | 33:10 min00    | Michael Wolf (Dürener TV)                                                                  | 33:25 min00    | Oliver Mintzlaff (LG Eintracht Frankfurt)                                        | 33:32 min00    |
| Crosslauf Langstrecke, Mannschaftswertung   | LAC Quelle Fürth/MünchenSebastian Hallmann Joachim Rückerl Dirk Nürnberger         | Pl.-Ziff. 25   | TV Wattenscheid 01Carsten Schütz Michael Fietz Sebastian Bürklein                          | Pl.-Ziff. 28   | LG BraunschweigJörn Wagner Georg Diettrich Mario Burger                          | Pl.-Ziff. 44   |
| Berglauf – 11,5 km                          | Thomas Greger (TV Hatzenbühl)                                                      | 56:18 min00    | Martin Sambale (SVO LA Germaringen)                                                        | 57:30 min00    | Guido Dold (LT Furtwangen)                                                       | 57:43 min00    |
| Berglauf, Mannschaftswertung                | SVO GermaringenMartin Sambale Helmut Strobl Philipp Kehl                           | 2:56:47 h0000  | TV HatzenbühlThomas Greger Christian Englert Christoph Fuhrbach                            | 2:57:23 h0000  | USC FreiburgMarkus Bohmann Max Frei Joachim Stephan                              | 3:07:11 h0000  |

## Medaillengewinner Frauen
| Disziplin                                   | Gold                                                                         | Leistung       | Silber                                                                                | Leistung         | Bronze                                                                               | Leistung       |
| ------------------------------------------- | ---------------------------------------------------------------------------- | -------------- | ------------------------------------------------------------------------------------- | ---------------- | ------------------------------------------------------------------------------------ | -------------- |
| 100 m (Wind: −2,0)                          | Esther Möller (LG Olympia Dortmund)                                          | 11,44 s00      | Andrea Philipp (LG Olympia Dortmund)                                                  | 11,46 s00        | Marion Wagner (USC Mainz)                                                            | 11,63 s00      |
| 200 m (Wind: −0,7)                          | Andrea Philipp (LG Olympia Dortmund)                                         | 22,99 s00      | Sabrina Mulrain (Rumelner TV)                                                         | 23,01 s00        | Gabi Rockmeier (LG Olympia Dortmund)                                                 | 23,41 s00      |
| 400 m                                       | Grit Breuer (SC Magdeburg)                                                   | 51,22 s00      | Uta Rohländer (SV Halle)                                                              | 51,46 s00        | Shanta Ghosh (LC Rehlingen)                                                          | 51,74 s00      |
| 800 m                                       | Claudia Gesell (TSV Bayer 04 Leverkusen)                                     | 2:00,53 min    | Ivonne Teichmann (SC Magdeburg)                                                       | 2:01,22 min      | Linda Kisabaka (LAZ Leipzig)                                                         | 2:01,45 min    |
| 1500 m                                      | Kathleen Friedrich (LAC Erdgas Chemnitz)                                     | 4:17,99 min    | Kristina da Fonseca-Wollheim (SV Halle)                                               | 4:18,45 min      | Irina Mikitenko (LG Eintracht Frankfurt)                                             | 4:18,57 min    |
| 5000 m                                      | Irina Mikitenko (LG Eintracht Frankfurt)                                     | 15:50,55 min   | Luminita Zaituc (LG Braunschweig)                                                     | 15:51,86 min     | Doreen Walter (LAC Erdgas Chemnitz)                                                  | 16:04,60 min   |
| 10.000 m                                    | Petra Wassiluk (ASC Darmstadt)                                               | 32:20,49 min   | Melanie Kraus (TSV Bayer 04 Leverkusen)                                               | 32:31,31 min     | Michaela Möller (LG Ratio Münster)                                                   | 32:31,91 min   |
| Halbmarathon                                | Katrin Dörre-Heinig (SC DHfK Leipzig)                                        | 1:11:44 h0000  | Sonja Oberem (TSV Bayer 04 Leverkusen)                                                | 1:12:27 h0000    | Susanne Ritter (LG Bonn/Troisdorf/Niederkassel)                                      | 1:14:26 h0000  |
| Halbmarathon, Mannschaftswertung            | LAC Quelle Fürth/MünchenChristine Stief Andrea Kupper Johanna Baumgartner    | 3:51:41 h0000  | ABC LudwigshafenManuela Zipse Birgit Jerschabek Diana Boskovic                        | 3:56:26 h0000    | LG Domspitzmilch RegensburgEllen Schöner Melanie Hohenester Gaby Pfandorfer          | 4:01:39 h0000  |
| Marathon                                    | Ines Cronjäger (LG Seesen)                                                   | 2:40:59 h0000  | Sandra Kramer (SV Creaton Großengottern)                                              | 2:43:59 h0000    | Rita Ehrmann (LG Maifeld-Pellenz)                                                    | 2:44:49 h0000  |
| Marathon, Mannschaftswertung                | LG SeesenInes Cronjäger Kerstin Brünig Karola Weiglein                       | 8:22:43 h0000  | LG Domspitzmilch RegensburgKatharina Kaufmann Sophie Berkmiller Ellen Schöner         | 8:33:05 h0000    | DJK Schwäbisch GmündTina Walter Kristina Buneta Elke Peischl                         | 8:55:50 h0000  |
| 100-km-Straßenlauf                          | Tanja Schäfer (LTF Marpingen)                                                | 7:48:57 h0000  | Ute Wollenberg (ESV Lok Potsdam)                                                      | 7:58:17 h0000    | Anke Drescher (SSC Hanau-Rodenbach)                                                  | 8:17:17 h0000  |
| 100-km-Straßenlauf, Mannschaftswertung      | LTF MarpingenTanja Schäfer Angelika Warken Giovanna Karle                    | 27:05:32 h0000 | nur 1 Mannschaft                                                                      | nur 1 Mannschaft | in der Wertung                                                                       | in der Wertung |
| 100 m Hürden (Wind: −0,3)                   | Kirsten Bolm (TV Scheeßel Eichenschule)                                      | 13,04 s00      | Juliane Sprenger (LG Kindelsberg Kreuztal)                                            | 13,21 s00        | Birgit Hamann (VfL Sindelfingen)                                                     | 13,26 s00      |
| 400 m Hürden                                | Ulrike Urbansky (SC Magdeburg)                                               | 55,51 s00      | Heike Meißner (SC Magdeburg)                                                          | 55,68 s00        | Maren Schott (ASV Köln)                                                              | 56,56 s00      |
| 4 × 100 m Staffel                           | LG Olympia DortmundSina Schielke Andrea Philipp Esther Möller Gabi Rockmeier | 43,92 s00      | VfL SindelfingenBirgit Hamann Simone Beutelspacher Kerstin Grötzinger Stephanie Kampf | 45,48 s00        | SC MagdeburgAnnegret Dietrich Grit Breuer Ulrike Urbansky Heike Meißner              | 45,52 s00      |
| 4 × 400 m Staffel                           | SC MagdeburgUlrike Urbansky Heike Meißner Ivonne Teichmann Grit Breuer       | 3:31,58 min    | USC MainzAndrea Luy Julia Wollstadt Mona Steigauf Florence Ekpo-Umoh                  | 3:38,85 min      | LAC Quelle Fürth/MünchenHeike Scholz Peggy Müller Daniela Struckmeyer Norma Schimmer | 3:41,55 min    |
| 3 × 800-m-Staffel                           | LAZ LeipzigRomy Ehrlich Franca Hertel Linda Kisabaka                         | 6:29,45 min    | ASV KölnMeike Flore Heike Frantz Maren Schott                                         | 6:29,65 min      | TSV Bayer 04 LeverkusenSigrid Bühler Sylvia Nußbeck Dagmar de Haan                   | 6:32,83 min    |
| 5000-m-Bahngehen                            | Beate Gummelt, geb. Anders (LAC Halensee Berlin)                             | 21:15,49 min   |                                                                                       |                  |                                                                                      |                |
| 20-km-Gehen                                 | Kathrin Boyde (USC Freiburg)                                                 | 1:30:42 h0000  | Beate Gummelt geb. Anders (LAC Halensee Berlin)                                       | 1:31:45 h0000    | Melanie Seeger (SC Potsdam)                                                          | 1:32:58 h0000  |
| Hochsprung                                  | Amewu Mensah (OSC Berlin)                                                    | 1,90 m         | Alina Astafei (MTG Mannheim)                                                          | 1,87 m           | Miriam Bielert (LBV Phönix Lübeck)                                                   | 1,87 m         |
| Stabhochsprung                              | Yvonne Buschbaum (LG VfB/Kickers Stuttgart)                                  | 4,45 m         | Nicole Humbert geb. Rieger (ASV Landau)                                               | 4,45 m           | Christine Adams (TSV Bayer 04 Leverkusen)                                            | 4,15 m         |
| Weitsprung                                  | Heike Drechsler geb. Daute (ABC Ludwigshafen)                                | 6,72 m         | Susen Tiedtke (LAC Erdgas Chemnitz)                                                   | 6,65 m           | Sofia Schulte (LAG Siegen)                                                           | 6,64 m         |
| Dreisprung                                  | Tanja König (TSV Bayer 04 Leverkusen)                                        | 13,64 m        | Katja Umlauft (Berliner SC)                                                           | 13,52 m          | Nicole Herschmann (OSC Berlin)                                                       | 13,51 m        |
| Kugelstoßen                                 | Nadine Kleinert (SC Magdeburg)                                               | 18,79 m        | Nadine Beckel (Schweriner SC)                                                         | 18,01 m          | Ilona Beyer (TV Wattenscheid 01)                                                     | 17,00 m        |
| Diskuswurf                                  | Franka Dietzsch (SC Neubrandenburg)                                          | 65,25 m        | Ilke Wyludda (LAC Erdgas Chemnitz)                                                    | 64,24 m          | Anja Möllenbeck geb. Gründler (TV Wattenscheid 01)                                   | 61,27 m        |
| Hammerwurf                                  | Kirsten Münchow (LG Eintracht Frankfurt)                                     | 67,84 m        | Bianca Achilles (TSV Bayer 04 Leverkusen)                                             | 64,54 m          | Simone Mathes (TSV Bayer 04 Leverkusen)                                              | 64,40 m        |
| Speerwurf                                   | Tanja Damaske (OSC Berlin)                                                   | 66,73 m        | Steffi Nerius (TSV Bayer 04 Leverkusen)                                               | 63,95 m          | Dörthe Friedrich (LG Karlsruhe)                                                      | 58,81 m        |
| Siebenkampf                                 | Kathleen Gutjahr (SC Neubrandenburg)                                         | 6079 P         | Mona Steigauf (USC Mainz)                                                             | 5726 P           | Sabine Krieger (VfL Kamen)                                                           | 5675 P         |
| Siebenkampf, Mannschaftswertung             | USC MainzMona Steigauf Ulrike Holzner Christine Hantsch                      |                |                                                                                       |                  |                                                                                      |                |
| Crosslauf Mittelstrecke – 3,8 km            | Irina Mikitenko (LG Eintracht Frankfurt)                                     | 12:18 min00    | Luminita Zaituc (LG Braunschweig)                                                     | 12:44 min00      | Melanie Klein-Arndt (LAV Bayer Uerdingen/Dormagen)                                   | 13:01 min00    |
| Crosslauf Mittelstrecke, Mannschaftswertung | LG BraunschweigLuminita Zaituc Victoria Willcox Birte Bultmann               | Pl.-Ziff. 14   | LAV Bayer Uerdingen/DormagenMelanie Klein-Arndt Petra Maak geb. Sander Claudia Nilges | Pl.-Ziff. 40     | LG Domspitzmilch RegensburgEllen Schöner Elke Lorenz Sophie Berkmiller               | Pl.-Ziff. 49   |
| Crosslauf Langstrecke – 7,2 km              | Irina Mikitenko (LG Eintracht Frankfurt)                                     | 24:33 min00    | Sonja Oberem (TSV Bayer 04 Leverkusen)                                                | 25:04 min00      | Michaela Möller (LG Ratio Münster)                                                   | 25:47 min00    |
| Crosslauf Langstrecke, Mannschaftswertung   | TSV Bayer 04 LeverkusenSonja Oberem Sylvia Nußbeck Jeannine Hagedorn         | Pl.-Ziff. 25   | ASC Rosellen/NeussChristiane Soeder Stefanie Buss Ute Jenke                           | Pl.-Ziff. 33     | LG Domspitzmilch RegensburgEllen Schöner Elke Lorenz Andrea Scharrer                 | Pl.-Ziff. 54   |
| Berglauf                                    | Birgit Sonntag (OSC Berlin)                                                  | 1:05:35 h0000  | Gudrun de Pay (TSV Trochtelfingen)                                                    | 1:08:40 h0000    | Romy Lindner (Chemnitzer LV)                                                         | 1:10:17 h0000  |
| Berglauf, Mannschaftswertung                | ASC Rosellen/NeussStefanie Buss Susanne Wildner Ute Jenke                    | 3:44:16 h0000  | LG Domspitzmilch RegensburgEllen Schöner Sophie Berkmiller Andrea Scharrer            | 3:44:36 h0000    | SSC Hanau-RodenbachSilke Welt Alexandra Bott Lisa Reisinger                          | 3:52:30 h0000  |